# Pismenne
Pismenne (en ucraniano: Письменне, romanizado: Pysmenne) es un pueblo ucraniano perteneciente al óblast de Dnipropetrovsk. Situado en el este del país, es parte del raión de Sinélnikove y del municipio (hromada) de Vasilkivka.

## Toponimia
El nombre del asentamiento en ruso es Písmennoye (en ruso: Письменное). 

## Geografía
Pismenne se encuentra 18 km al oeste de Vasilkivka. 

## Historia
El pueblo fue creado después de la construcción de una estación de tren en 1884. A partir de 1886, los colonos de habla alemana se establecieron bajo el colonizador Kilmann, quien llamó al pueblo Kilmannstal. 
Después de que los residentes de habla alemana fueran expulsados o deportados tras el final de la Segunda Guerra Mundial, el asentamiento recibió en 1946 el nombre de Pismenne, en honor al antiguo terrateniente de la zona. En 1957, Pismenne fue elevado a la categoría de asentamiento de tipo urbano.
Hasta el 18 de julio de 2020, Prismenne fue parte del raión de Vasilkivka. El raión fue abolido en julio de 2020 como parte de la reforma administrativa de Ucrania, que redujo el número de raiones del óblast de Dnipropetrovsk a siete. El territorio del raión de Vasilkivka se fusionó con el raión de Sinélnikove.En 2023, Pismenne perdió el estatus de asentamiento de tipo urbano debido a la eliminación de este estatus administrativo.

## Demografía
La evolución de la población de Pismenne entre 1959 y 2022 fue la siguiente:
| 3961                                                          | 1712 | 1621 | 1502 | 1300 | 1276 | 1268 | 7380 | 1147 |
| (Fuente: Cities & Towns of Ukraine y UKRAINE: Größere Städte) |      |      |      |      |      |      |      |      |

Según el censo de 2001, la lengua materna de la mayoría de los habitantes, el 94,54%, es el ucraniano; y del 5,23%, el ruso.

## Infraestructura

### Transporte
Pismenne está en una vía férrea que conecta Dnipró con Pokrovsk vía Sinélnikove. En el asentamiento hay una estación de tren de pasajeros. El asentamiento también tiene acceso a Vasilkivka y  Sinélnikove por carretera. 